# Interestatal 93
La Interestatal 93 (abreviada I-93) es una autopista interestatal en la región de Nueva Inglaterra de los Estados Unidos. Su extremo sur está en Canton, Massachusetts, en el área metropolitana de Boston, en la Interestatal 95; mientras que su extremo norte está en St. Johnsbury, Vermont, en la Interestatal 91. Es una de las tres interestatales principales cuya ruta está localizada en los estados de Nueva Inglaterra, y las otras dos son la I-89 y la I-91. Las ciudades más grandes a lo largo de la ruta son Manchester, Nuevo Hampshire, Concord, Nuevo Hampshire y Boston, Massachusetts. 
Historia: la autopistas se constructor en el 1974 y fue reconstruida en los años 1990 y 2000s

## Rutas auxiliares
- Manchester, Nuevo Hampshire—I-293: La sección sur de esta sección, entre la I-93 y Everett Turnpike, antes conocida como la Interestatal 193.
- Concord, Nuevo Hampshire—I-393